# Epiblema inulivora
Epiblema inulivora is een vlinder uit de familie bladrollers (Tortricidae). De wetenschappelijke naam is voor het eerst geldig gepubliceerd in 1932 door Meyrick.
De soort komt voor in Europa.